# Make Believe (skladba)
»Make Believe« je hit skladba ameriške rock zasedbe Toto, ki je izšla kot drugi single z njihovega trikrat platinastega albuma Toto IV, ki je izšel leta 1982. Uvrstila se je na 19. mesto lestvice revije Cash Box in 30. mesto lestvice Billboard Hot 100.
»Make Believe« prav tako lahko slišimo v video igri Grand Theft Auto: Vice City Stories.

## Zasedba

### Toto
- Bobby Kimball – solo vokal, spremljevalni vokal
- Steve Lukather – kitare, spremljevalni vokal
- David Paich – klaviature, spremljevalni vokal, sintetizator
- Steve Porcaro – sintetizator
- David Hungate – bas kitara
- Jeff Porcaro – bobni, tolkala

### Gostje
- Tom Kelly – spremljevalni vokal
- Jon Smith – saksofon